# Kristen Noguès
Pour les articles homonymes, voir Noguès.
Kristen Noguès, née le 14 mars 1952 à Versailles et morte à Brest le 5 juillet 2007, était une musicienne et compositrice française d'origine et de culture bretonne. Elle fut, selon Bertrand Dupont, « la plus brillante compositrice bretonne ».

## Biographie
Kristen Noguès naît à Versailles de père vannetais et de mère trégoroise (Maël-Pestivien). Durant son enfance en Île-de-France, elle démarre par apprendre le piano, la harpe celtique n'étant pas proposée aux débutants, et après sa première année, elle entend pour la première fois une harpe celtique à l'occasion d'un récital donné par Denise Mégevand. Peu après, elle suit les cours de celle-ci, la professeur d'Alan Stivell qui utilisait les arrangements, méthodes et exercices qu'elle lui avait écrits. C'est dans la forge musicale de la concertiste qu'elle rencontre pour la première fois Lily Laskine. Inscrite à la Sorbonne, elle se destine à l'enseignement des lettres classiques.
Au début des années 1960, elle entre dans la Telenn Bleimor, un groupe féminin de harpistes celtiques, né en 1956 chez les scouts Bleimor avec la popularisation de l'instrument par Alan Stivell. Elle y côtoie notamment Mariannig Larc'hantec et Françoise Johannel. Elle vit la révolution bretonne du début des années 1970. De retour en Bretagne à 21 ans, dans les Monts d'Arrée, elle apprend les chants traditionnels bretons auprès de Yann Poëns et dans les festoù-noz ainsi que des ballades traditionnelles. Sa voix de soprano colle aux notes cristallines de sa harpe. Ces années sont celles de la maturité musicale.
De 1973 à 1980, elle participe à la coopérative Névénoë avec Patrick Ewen et Gérard Delahaye. Au début des années 1970 elle commence sa carrière solo. Dès 1974, elle sort un premier 45 tours, puis un second l'année suivante (An alc'houez aour) et son premier album en 1976, Marc'h Gouez. Elle entreprend quelques tournées hors Bretagne, en Belgique par exemple où elle fait la connaissance de Julos Beaucarne, qu'elle accompagne quelques fois en concert. Elle collabore avec Jacques Pellen, Jacky et Patrick Molard, Didier Squiban, Didier Lockwood, Érik Marchand, Manu Lann-Huel ou encore Denez Prigent, Yann-Fañch Kemener. Ses créations sont diverses ; composition d'albums, musiques pour enfant, musiques de film (Finis terrae de Jean Epstein par exemple), mise en musique de contes, poèmes, spectacles de danse…
On la retrouve sur des disques collectifs tels que les projets Skoazell Vreizh ou Karnag. Mais elle s'est plus produite sur scène qu'en studio. Ainsi, elle se produit sur scène sous différentes formules : en solo, en groupe (trio avec Gildas Boclé et Jean-Michel Veillon ainsi que dans le cadre collaboratif de la Celtic Procession) et très souvent avec des jazzmen comme Jean-François Jenny-Clark, les Hongrois Iván Lantos (du groupe Kolinda) et Peter Gritz, Jon Christensen (batteur de Keith Jarrett), John Surman (duo, trio ou quartet avec le saxophoniste britannique) ou avec son compagnon Jacques Pellen. En 1990, le ministère lui commande une pièce contemporaine pour six musiciens, d'où nait Kanol.
Vaincue par la maladie, elle s'en est allée en juillet 2007. Un an après, un double album hommage témoigne de ses diverses collaborations formant « une famille de musiciens et chanteurs » 
En 2011, Jacques Pellen  travaille sur la création Ar Rannoù / Les Séries avec Annie Ebrel et le quartet jazz-rock One Shot, autour du répertoire inédit de Kristen Noguès.

## Discographie
- 1974 : Robert Joubin chante le pays celte, accompagné par Kristen Noguès Éditions Gelarmor
- 1976 : Marc'h Gouez, 30cm (Névénoé) 30007
- 1976 : Don eo Ar Mor, 17cm (Névénoé) 17002
- 1977 : An alc'houez aour / Ar c'houkoug, 17cm (Névénoé) 17005
- 1979 : Kanaouennou ha Rimadellou / Ewid ar Vugale, 17cm (Skol Vreizh)
- 1990 : Kernelec, CD (Wundertüte)
- 2000 : An Evor, CD (Coop Breizh)
- 2003 : L'Attente des Femmes, avec Mauro Negri (Time in jazz)
- 2008 : Logodennig, CD (Innacor)

## Citations
« Une personnalité forte et attachante, une sensibilité à fleur de peau, de doigts et de voix, une énergie qui contredit l'image éthérée (mais coriace) de la femme harpiste. Ses compositions l'amènent sur des sentiers harmoniques peu évidents pour des harpes celtiques, dans des régions où confluent les mondes breton, jazz et classique contemporain. »

— Alan Stivell, Telenn, la harpe bretonne, 2004, p. 129